# Maud Rise
Koordinaten: 66° 0′ S, 3° 0′ O
Der Maud Rise ist ein submarines Plateau in der Lasarew-See vor der Prinzessin-Martha-Küste des ostantarktischen Königin-Maud-Lands. Das Plateau liegt unmittelbar südlich des Maud Seamount. 
Die Benennung, die das Advisory Committee on Undersea Features im Juni 1987 anerkannte, erfolgte in Anlehnung an diejenige des Königin-Maud-Lands. Dessen Namensgeberin ist Maud von Großbritannien und Irland (1869–1938), Ehefrau von Haakon VII. und erste Königin des seit 1905 unabhängigen Königreichs Norwegen.
Eine relativ warme und salzige Meeresströmung, der Weddell Gyre, wird am Maud Rise nach oben gelenkt und führt im Südsommer zur Schwächung der Eisdecke im Weddellmeer, wo sich unter begünstigenden Windverhältnissen eine offene Wasserfläche mit einer Ausdehnung von bis zu 80.000 Quadratkilometern bildet. Diese Polynja wurde seit 1974 in unterschiedlichen Ausprägungen beobachtet. Besonders große offene Flächen bildeten sich 2016 und 2017. Polynjen geben bei gleicher Lufttemperatur mehr Energie an kältere Luftschichten ab als eisbedeckte Meeresgebiete, so dass die Berücksichtigung dieser Phänomene verbesserte Klimamodelle ermöglicht.